# Edelschrott
Edelschrott ist eine Marktgemeinde mit 1632 Einwohnern (Stand 1. Jänner 2024) im Gerichtsbezirk bzw. Bezirk Voitsberg, Steiermark. Am 1. Jänner 2015 wurde im Rahmen der steiermärkischen Gemeindestrukturreform die Gemeinde Modriach eingemeindet.

## Geografie
Die Marktgemeinde Edelschrott liegt im südwestlichen Teil des Bezirkes Voitsberg, etwa 20 Kilometer westlich der Landeshauptstadt Graz. Der Markt liegt in einer bergigen Region mit mehreren Kerbtälern und erstreckt sich über mehrere Höhenrücken, welche im Norden und Südwesten von Ausläufern der Pack- und Stubalpe und im restlichen Gemeindegebiet von Ausläufern der Koralpe gebildet werden. Das Gemeindegebiet wird im nördlichen Teil von Westen nach Osten von der Teigitsch und im südlichen Teil in nordöstliche Richtung vom Modriachbach durchflossen. Im Norden bilden der Frei-Gößnitzbach und der Gößnitzbach die Gemeindegrenze zu Maria Lankowitz und Köflach. Im Osten bilden wiederum der Schinderbach, die Teigitsch und der Nießen Bach die Grenze zu Sankt Martin am Wöllmißberg während im Nordwesten die Teigitsch und der Packer Bach teilweise die Grenze zu Hirschegg-Pack darstellen.
Die Fläche der Marktgemeinde beträgt 87,81 km², von denen 78,47 km² (Stand 2010) als land- und forstwirtschaftliche Nutzfläche genutzt werden. Das Ortszentrum ist ein Kirchweiler und liegt auf einer Seehöhe von 793 Metern, während der Gfällkogel an der Gemeindegrenze zu Hirschegg-Pack mit 1527 Metern den höchsten Punkt im Gemeindegebiet darstellt.
Der Packer Stausee liegt teilweise im Gemeindegebiet, ebenso wie die zwei Stauseen entlang der Teigitsch (Hirzmann-Stausee, Langmann-Stausee).

### Gemeindegliederung
Die Marktgemeinde gliedert sich in drei Katastralgemeinden, welche ursprünglich alle eigenständige Gemeinden waren, sowie in drei Ortschaften. Im südwestlichen Teil der Gemeinde befindet sich das Dorf Modriach und im Westen, direkt an der Teigitsch die Rotte Stampf. Daneben gibt es noch einige Streusiedlungen.
Die drei Ortschaften sind (in Klammern Einwohnerzahl Stand 1. Jänner 2024):
- Edelschrott (1033)
- Kreuzberg (403)
- Modriach (196)

Die drei Katastralgemeinden (Fläche Stand 31. Dezember 2023) sind:
- Edelschrott (4.433,66 ha)
- Kreuzberg (2.151,94 ha)
- Modriach (2.198,09 ha)

### Nachbargemeinden
An die Gemeinde Edelschrott grenzen im Uhrzeigersinn folgende Städte, Gemeinden und Ortschaften: im Norden die Marktgemeinde Maria Lankowitz mit den Streusiedlungen Hochgößnitz, Strantzgraben und Kuhschweif. Im Nordosten grenzt die Stadtgemeinde Köflach mit dem Stadtteil Puchbach sowie der Hans Giegerl-Siedlung sowie im Osten die Gemeinde Sankt Martin am Wöllmißberg mit der Ortschaft Sankt Martin am Wöllmißberg und der Streusiedlung Nießenbach an Edelschrott. Im Südosten gibt es eine rund 70 Meter lange Grenze zur Marktgemeinde Ligist mit der Streusiedlung Dörfl. Ebenfalls im Südosten grenzt Edelschrott an die Streusiedlung Fallegg der Gemeinde Sankt Stefan ob Stainz. Im Süden und Südosten verläuft die Grenze zur Marktgemeinde Stainz mit seiner Streusiedlung Rosenkogel sowie der Stadtgemeinde Deutschlandsberg mit der Streusiedlung Klosterwinkel. Im Westen verläuft die Grenze zur Gemeinde Hirschegg-Pack mit den Streusiedlungen Packwinkel-Sonnseite, Mitterberg, Riegl, Unterrohrbach, Hirschegg-Piber-Sonnseite sowie Hirschegg-Piber-Winkel.

### Eingemeindungen
Am 1. Jänner 1952 wurde die bis dahin eigenständige Gemeinde Kreuzberg mit der Gemeinde Edelschrott zusammengelegt. Am 1. Jänner 2015 folgte im Zuge der Steiermärkischen Gemeindestrukturreform die Zusammenlegung der Gemeinde Modriach mit Edelschrott zur so neu geschaffenen Marktgemeinde Edelschrott.

### Klima
In der Gemeinde Edelschrott herrscht ein kontinental geprägtes, kühlgemäßigtes Klima vor, welches einerseits durch die geschützte Lage in einem Randgebirge, aber auch durch die Abschirmung durch den Alpenhauptkamm beeinflusst wird. Diese Lage begünstigt die Entstehung von lokalen Tal- und Hangwindsystemen sowie von regionalen aber auch modifizierten Gradientwinden. Die stärkste Durchlüftung findet im Frühjahr statt, in Lagen über 1000 Meter im Winter und die Hauptwindrichtung ist West bis Südwest. Der meiste Niederschlag fällt im Sommer, während die Winter eher niederschlagsarm sind. Die Region hat eine hohe Gewitterwahrscheinlichkeit.
Über das ganze Jahr verteilt kann es zu deutlichen Niederschlägen kommen, wobei das Maximum im Sommer und das Minimum im Winter liegt. Der durchschnittliche jährliche Niederschlag liegt bei 1044 mm. Niederschlagärmster Monat ist der Jänner mit einer Niederschlagsmenge von 46 mm. Dem gegenüber steht der Juli, welcher mit einem Durchschnitt von 139 mm der niederschlagreichste Monat ist. Die Jahresmitteltemperatur liegt bei 5,9 °C. Der wärmste Monat ist der Juli mit durchschnittlichen 16,4 °C. Im Jänner, dem kältesten Monat, beträgt die Durchschnittstemperatur −4,8 °C.
|                        | Jan  | Feb  | Mär  | Apr  | Mai  | Jun  | Jul  | Aug  | Sep  | Okt  | Nov  | Dez  |   |      |
| Mittl. Temperatur (°C) | −4,8 | −3,1 | 1,3  | 5,8  | 10,9 | 14,4 | 16,1 | 15,4 | 11,6 | 6,3  | 0,9  | −3,4 | ⌀ | 6    |
| Mittl. Tagesmax. (°C)  | −1,2 | 1,2  | 6,3  | 11,2 | 16,5 | 20,0 | 22,0 | 21,2 | 17,1 | 11,0 | 4,2  | −0,4 | ⌀ | 10,8 |
| Mittl. Tagesmin. (°C)  | −8,4 | −7,4 | −3,6 | 0,5  | 5,4  | 8,8  | 10,2 | 9,6  | 6,1  | 1,7  | −2,4 | −6,3 | ⌀ | 1,2  |
|                        |      |      |      |      |      |      |      |      |      |      |      |      |   |      |
| Niederschlag (mm)      | 46   | 49   | 62   | 71   | 103  | 135  | 139  | 124  | 96   | 79   | 80   | 60   | Σ | 1044 |

| −8,4 |

| −7,4 |

| −3,6 |

| 0,5 |

| 5,4 |

| 8,8 |

| 10,2 |

| 9,6 |

| 6,1 |

| 1,7 |

| −2,4 |

| −6,3 |

| −8,4 |

| −7,4 |

| −3,6 |

| 0,5 |

| 5,4 |

| 8,8 |

| 10,2 |

| 9,6 |

| 6,1 |

| 1,7 |

| −2,4 |

| −6,3 |

| N i e d e r s c h l a g | 46  | 49  | 62  | 71  | 103 | 135 | 139 | 124 | 96  | 79  | 80  | 60  |
|                         | Jan | Feb | Mär | Apr | Mai | Jun | Jul | Aug | Sep | Okt | Nov | Dez |

## Geschichte
Der Namensteil Edel- leitet sich vom slawischen Personennamen Gelen ab, welcher sich wiederum vom slawischen Wort *jelenŭ für Hirsch ableitet. Im 15. Jahrhundert wurde versucht, den Ortsnamen volksetymologisch mit Erlen zu verbinden, wobei am Ende des 18. Jahrhunderts das Wort Erle zum mundartlichen Wort Edel umgeformt wurde. Der zweite Bestandteil des Ortsnamens -schrott stammt vom mittelhochdeutschen schrôt, was so viel wie abgehauenes oder abgeschnittenes Stück bedeutet und im 9. und 10. Jahrhundert ein verbreiteter Name für Rodungen war. Der Ortsname ist also eine deutsch-slawische Komposition und bedeutet so viel wie Rodungsgebiet des Gelen.
Der älteste Beleg für eine Besiedlung der Gegend um Edelschrott stellt eine Münze aus der römischen Kaiserzeit dar, deren genauer Fundort jedoch nicht bekannt ist. Das heutige Edelschrott entstand im 11. oder 12. Jahrhundert als Einzelhofsiedlung mit Einödfluren. Die erste Erwähnung des Ortes als Gelenschro(e)t erfolgte am 12. Jänner 1245 in einer vom Landschreiber Witigo von Steiermark aufgesetzten Schenkungsurkunde der Pfarre Piber. Weitere Erwähnungen erfolgten in den Jahren 1381 als Gelaschrot, 1399 als Geleinschrot, 1493/1494 als Erlschrott, 1588 in einem Brief als Edlschrott sowie schließlich 1822 als Edelschrott.
Für das Jahr 1318 ist bekannt, dass Ulrich von Graden um die 100 Vierling an Getreide als Zehnt aus Edelschrott, Herzogberg und Kreuzberg erhielt. Im 14. Jahrhundert hatten die Herren von Leibnitz mehrere Güter in Edelschrott. Im Jahr 1850 wurde mit der Konstituierung der freien Gemeinden die eigenständige Gemeinde Edelschrott gegründet. Schon im Jahr 1946 gab es eine geplante Verwaltungsgemeinschaft mit der Gemeinde Kreuzberg, welche jedoch aufgrund einer fehlenden Einigung scheiterte. Am 1. Jänner 1952 wurde schließlich die Gemeinde Kreuzberg nach Edelschrott eingemeindet. Am 1. Jänner 1953 kam auch das Gebiet Wöllmißberg der Gemeinde Sankt Martin am Wöllmißberg zu Edelschrott. 1995 wurde Edelschrott von Landeshauptmann Josef Krainer jun. zur Marktgemeinde erhoben. Am 1. Jänner 2015 folgte im Zuge der Steiermärkischen Gemeindestrukturreform die Zusammenlegung der Gemeinde Modriach mit Edelschrott zur so neu geschaffenen Marktgemeinde Edelschrott.

### Bevölkerungsentwicklung

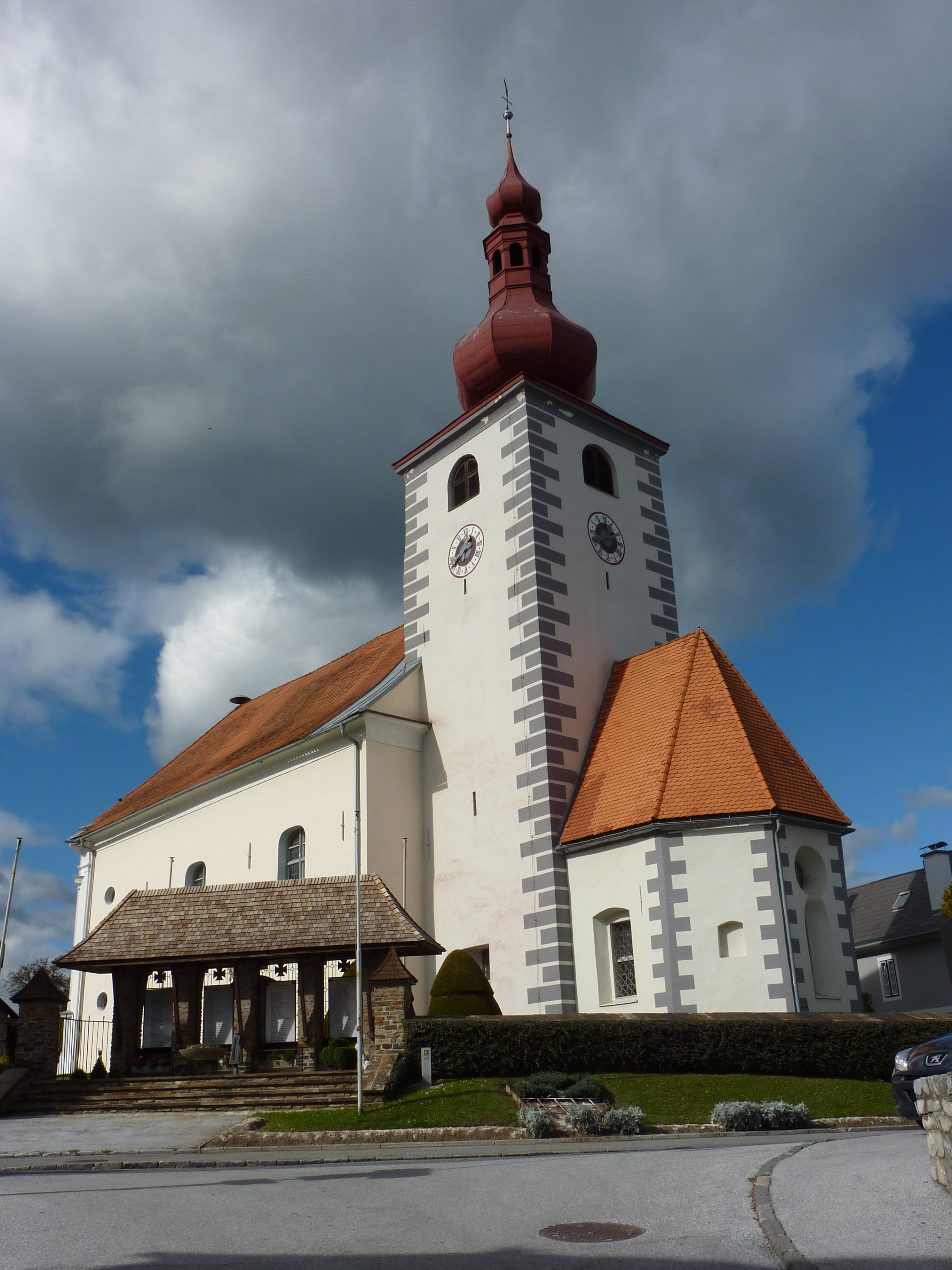
Pfarrkirche Edelschrott

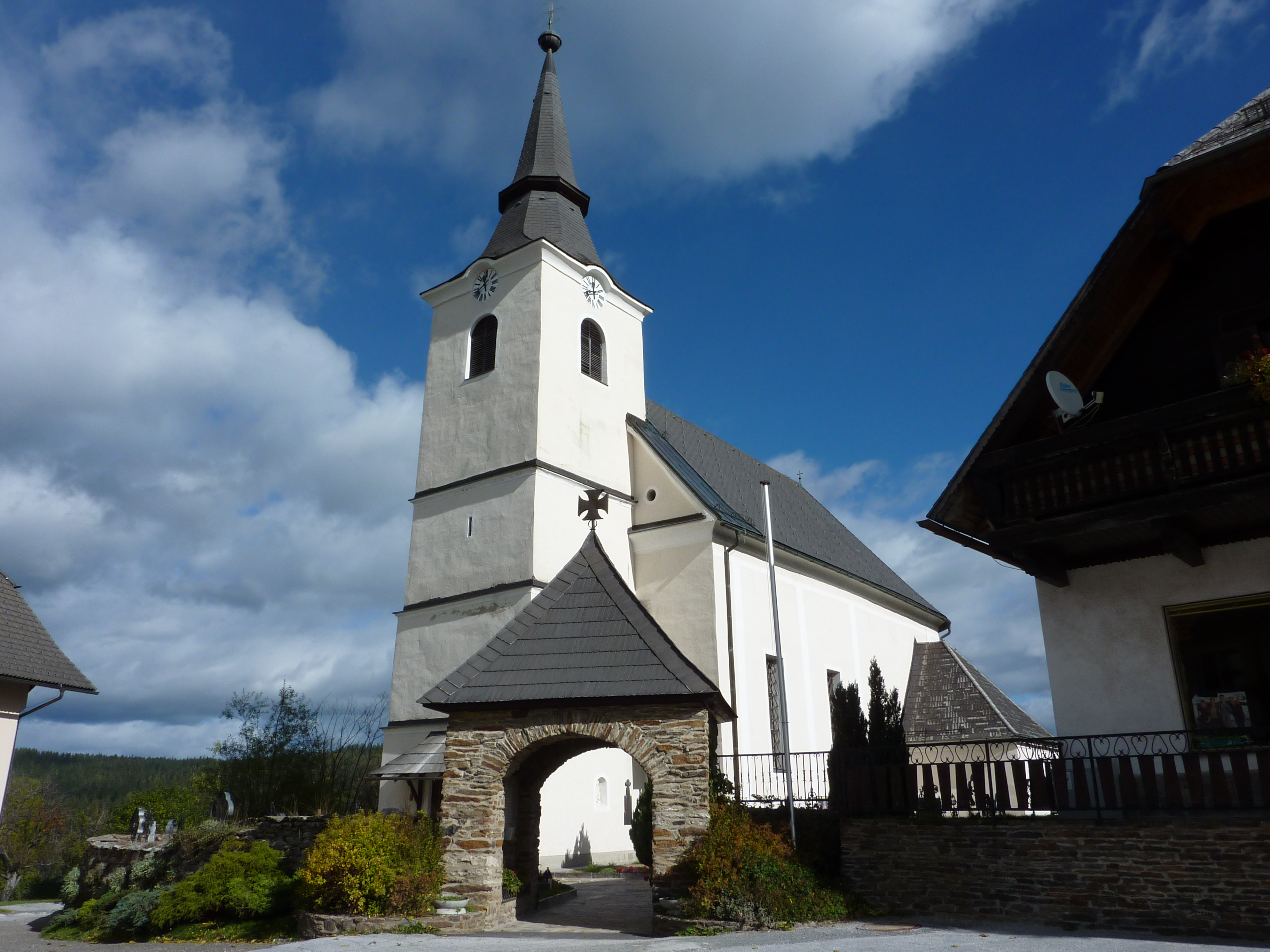
Pfarrkirche Modriach

| Edelschrott: Einwohnerzahlen von 1869 bis 2024      | Edelschrott: Einwohnerzahlen von 1869 bis 2024 | Edelschrott: Einwohnerzahlen von 1869 bis 2024 | Edelschrott: Einwohnerzahlen von 1869 bis 2024 | Edelschrott: Einwohnerzahlen von 1869 bis 2024 |
| --------------------------------------------------- | ---------------------------------------------- | ---------------------------------------------- | ---------------------------------------------- | ---------------------------------------------- |
| Jahr                                                |                                                |                                                |                                                | Einwohner                                      |
| 1869                                                | 1869                                           |                                                | 2.101                                          | 2.101                                          |
| 1880                                                | 1880                                           |                                                | 2.184                                          | 2.184                                          |
| 1890                                                | 1890                                           |                                                | 2.212                                          | 2.212                                          |
| 1900                                                | 1900                                           |                                                | 2.128                                          | 2.128                                          |
| 1910                                                | 1910                                           |                                                | 2.112                                          | 2.112                                          |
| 1923                                                | 1923                                           |                                                | 2.002                                          | 2.002                                          |
| 1934                                                | 1934                                           |                                                | 2.217                                          | 2.217                                          |
| 1939                                                | 1939                                           |                                                | 2.123                                          | 2.123                                          |
| 1951                                                | 1951                                           |                                                | 2.242                                          | 2.242                                          |
| 1961                                                | 1961                                           |                                                | 2.200                                          | 2.200                                          |
| 1971                                                | 1971                                           |                                                | 2.126                                          | 2.126                                          |
| 1981                                                | 1981                                           |                                                | 2.113                                          | 2.113                                          |
| 1991                                                | 1991                                           |                                                | 1.984                                          | 1.984                                          |
| 2001                                                | 2001                                           |                                                | 1.981                                          | 1.981                                          |
| 2011                                                | 2011                                           |                                                | 1.837                                          | 1.837                                          |
| 2021                                                | 2021                                           |                                                | 1.664                                          | 1.664                                          |
| 2024                                                | 2024                                           |                                                | 1.632                                          | 1.632                                          |
| Quelle(n): Statistik Austria, Gebietsstand 1.1.2021 |                                                |                                                |                                                |                                                |

## Kultur und Sehenswürdigkeiten
- Pfarrkirche Edelschrott
- Pfarrkirche Modriach
- Filialkirche St. Hemma am Kreuzberg
- Ströhberne Bruck’n
- Packer Stausee
- Hirzmann-Stausee

## Wirtschaft und Infrastruktur

### Bildung
- In der Gemeinde befindet sich ein lokales Schulzentrum mit Musikvolksschule, welches seit 25 Jahren im Schulversuch geführt wird.[13]
- Die angegliederte Hauptschule und Musikhauptschule beteiligten sich am 2008 gestarteten Pilotprojekt „Neue Mittelschule“ mit dem  Schwerpunkt „Musik“.
- Im Jahr 2007 wurde neben dem Schulzentrum ein Gemeindekindergarten gebaut.

### Tourismus
Die fünf Orte Hirschegg und Pack bildet gemeinsam mit den Orten Edelschrott, Modriach und Sankt Martin am Wöllmißberg den Tourismusverband Steirische Rucksackdörfer. Durch den Gemeindehauptort und entlang des Hirzmann-Stausees führt der Hans-Kloepfer-Rundwanderweg.

### Infrastruktur
- Im Ort Edelschrott ist eine Polizeiinspektion des Bezirkspolizeikommandos Voitsberg etabliert. Sie ist für die Gemeinden Edelschrott, Hirschegg-Pack und Sankt Martin am Wöllmißberg örtlich zuständig.
- Nach vielen Postamtsschließungen im Jahr 2005 wurde das Postamt Edelschrott zum zentralen Verteiler einiger umliegenden Gemeinden. Seit einigen Jahren fungiert das Lagerhaus als Postpartner. Im Ort gibt es auch einige Gewerbe- und Industriebetriebe, eine praktische Ärztin mit Hausapotheke, eine Bäckerei und einen Nah & Frisch.
- Alle sechs Monate findet in Edelschrott der „Zentralviehmarkt“ statt, auf dem vor allem Rinder gehandelt werden.

Durch den Ort Edelschrott führt die Packer Straße B 70, wobei mit der Ausfahrt Modriach (A2) ein eigener Anschluss der Gemeinde an das Autobahnnetz besteht.

## Politik

### Gemeinderat
Der Gemeinderat hat 15 Mitglieder.
- Mit den Gemeinderatswahlen in der Steiermark 2020 hatte der Gemeinderat folgende Verteilung: 14 ÖVP und 1 SPÖ.[17]
- Mit den Gemeinderatswahlen in der Steiermark 2025 hat der Gemeinderat folgende Verteilung: 13 ÖVP, 1 SPÖ und 1 FPÖ.[18]

### Bürgermeister
- 1932–1938 Franz Stiboller
- 1938–1945 Josef Flecker
- 1945–1946 Karl Edler
- 1946 Anton Schmidt
- 1946–1951 Franz Stiboller
- 1952 Johann Arzberger, als Regierungskommissär wegen der Eingemeindung von Kreuzberg
- 1952–1964 Franz Stiboller († 13. August 1970)[19]
- 1964 Roland Petrischek, als Regierungskommissär
- 1964–1980 Peter Reinthaler
- 1980–1990 August Gößler
- 1990–1991 Hans Guggi
- 1992–2009 Franz Kienzl (ÖVP)[20]
- seit 2010 Georg Preßler (ÖVP)

### Wappen und Flagge
Das Gemeindewappen wurde mit Wirkung vom 1. Juli 1967 verliehen. Wegen der Gemeindezusammenlegung verlor das Wappen mit 1. Jänner 2015 seine offizielle Gültigkeit.
Die Wiederverleihung erfolgte mit Wirkung vom 20. November 2015.

Die neue Blasonierung lautet:
„In einem von Blau und Gold geteilten Schild oben ein goldenes Hirschhaupt, unten ein roter Gitterrost.“
Das Hirschhaupt bezeichnet als redendes Wappen den Namen der Gemeinde, der in seiner ältesten überlieferten Form „Gelenschroet“ (von slawisch jelen = Hirsch) lautet. Das untere Feld zeigt das Attribut des heiligen Laurentius, dem die Pfarrkirche geweiht ist: den glühenden Marterrost.
Als Gemeindeflaggen werden zweistreifige (blau-gelb) und dreistreifige (blau-rot-gelb) mit dem Wappen verwendet.

## Persönlichkeiten

### Ehrenbürger
- 1976: Friedrich Niederl (1920–2012), Landeshauptmann der Steiermark 1971–1980[23]
- 1980: Franz Wegart (1918–2009), Landeshauptmann-Stellvertreter
- 1995: Josef Krainer junior (1930–2016), Landeshauptmann der Steiermark 1980–1996

### Mit der Gemeinde verbundene Persönlichkeiten
- Elisabeth Grossmann (* 1968), Politikerin der SPÖ

## Historische Landkarten

Historische Landkarten zu Edelschrott und seiner Umgebung aus den drei Landesaufnahmen in der Zeit von ca. 1789 bis 1910
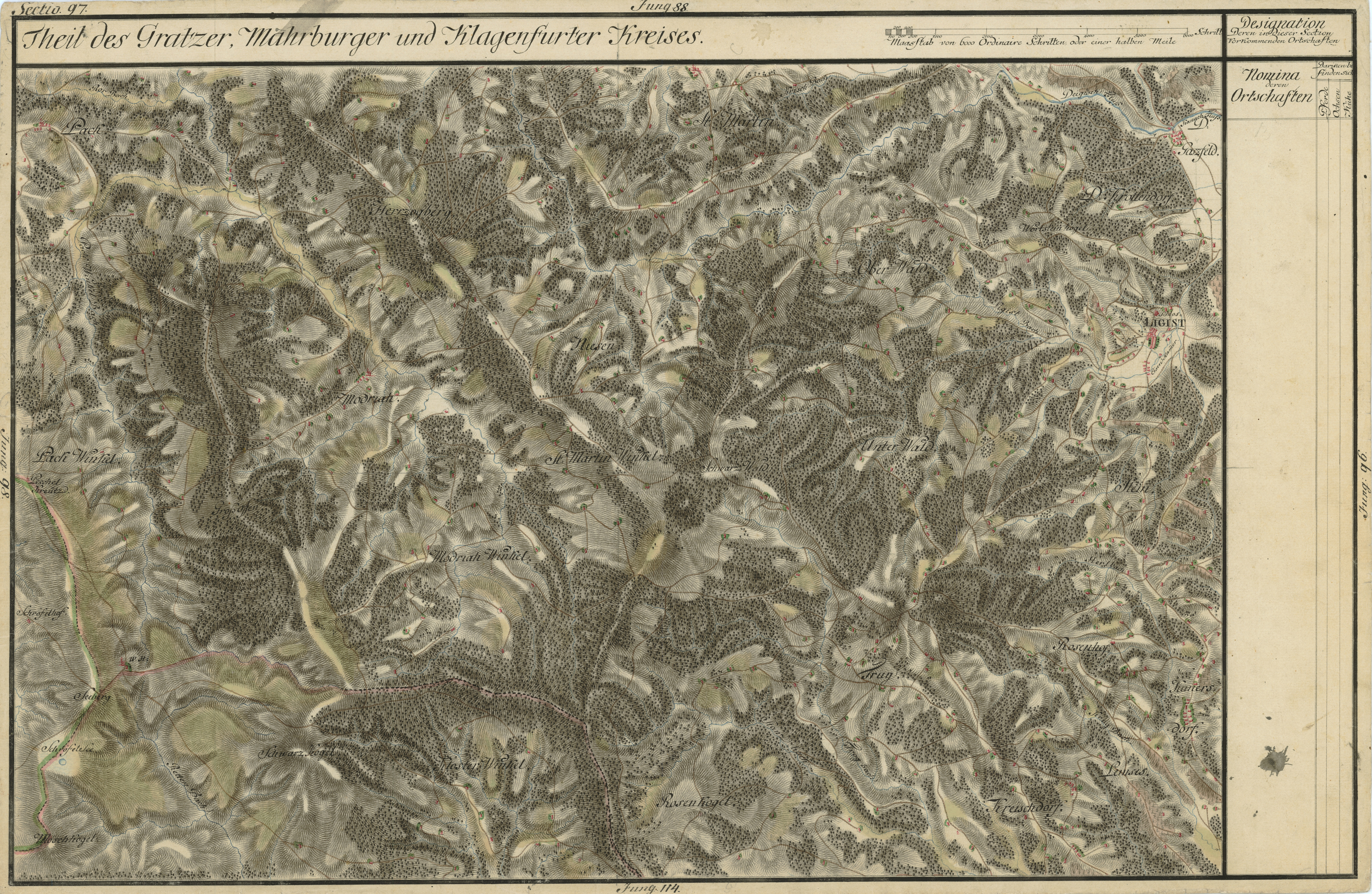
Das Gebiet von Edelschrott (damals: Herzogberg) in der Josephinischen Landesaufnahme, ca. 1789
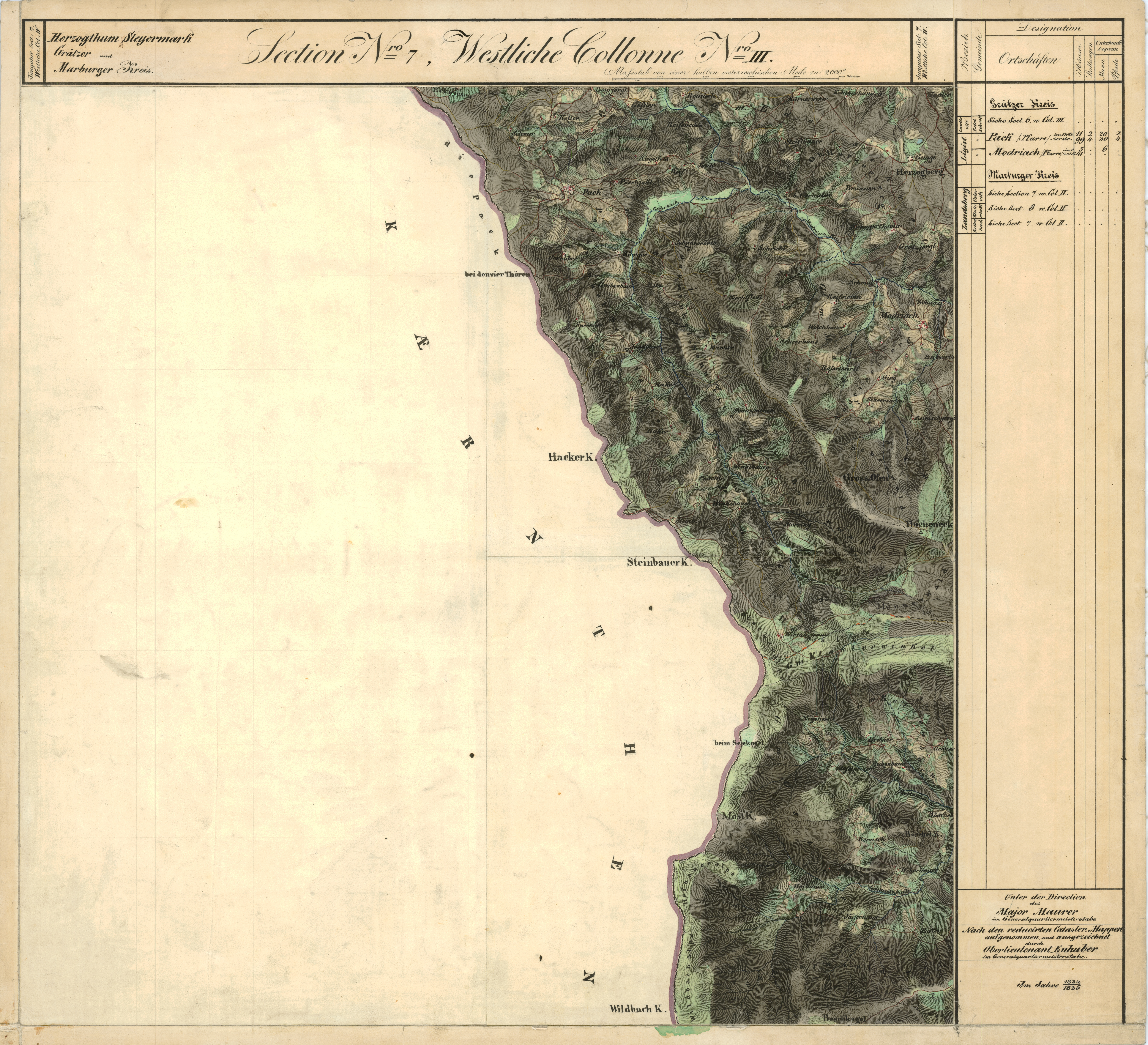
Edelschrott und Herzogberg nordöstlich von Modriach in der Franziszeischen Landesaufnahme, ca. 1835
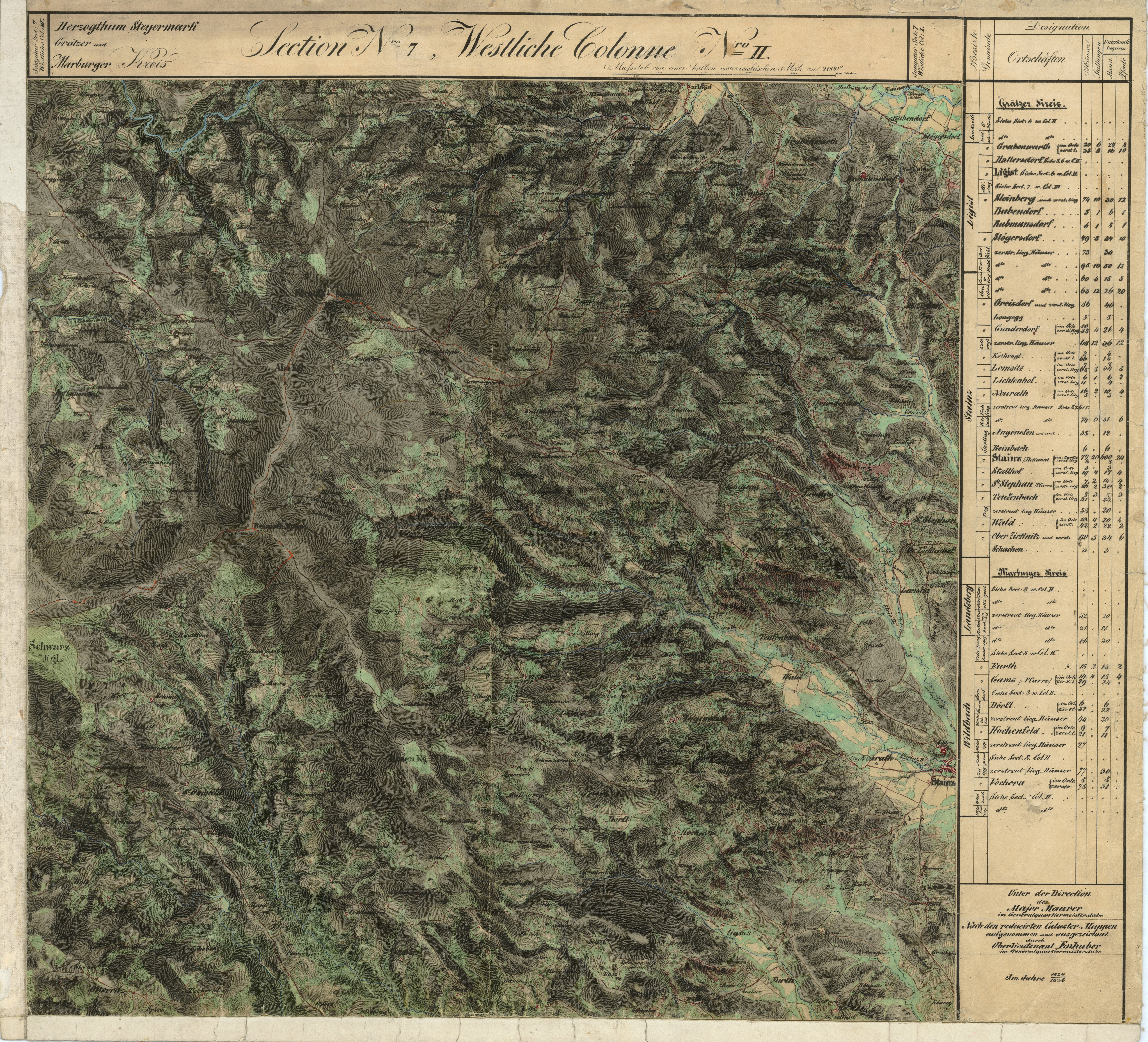
Edelschrott südlich der Teigitsch ca. 1835
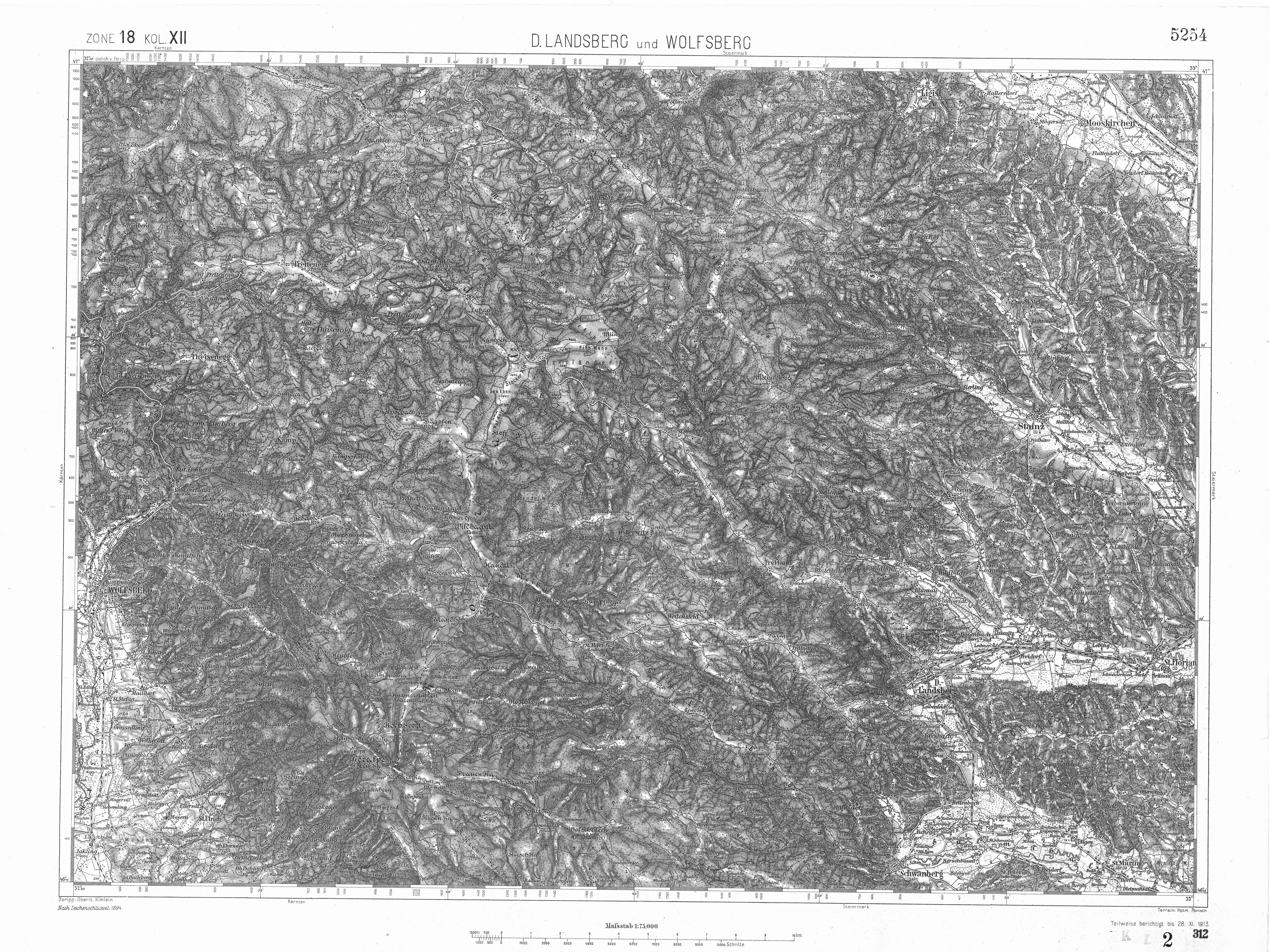
Edelschrott (Mitte oben) in der franzisco-josephinischen Landesaufnahme, ca. 1910
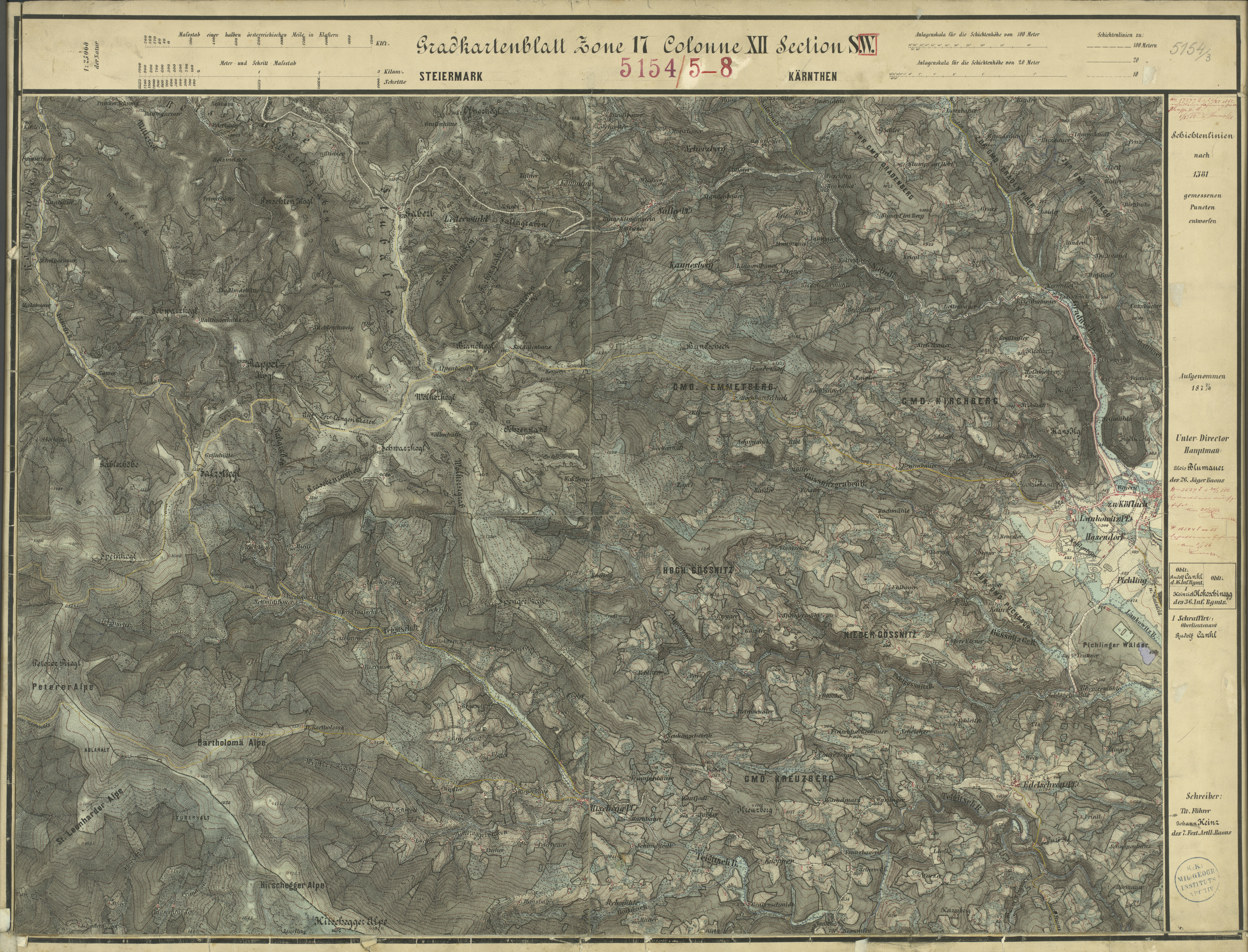
Norden: Köflach, Aufnahmeblatt der Landesaufnahme ca. 1878
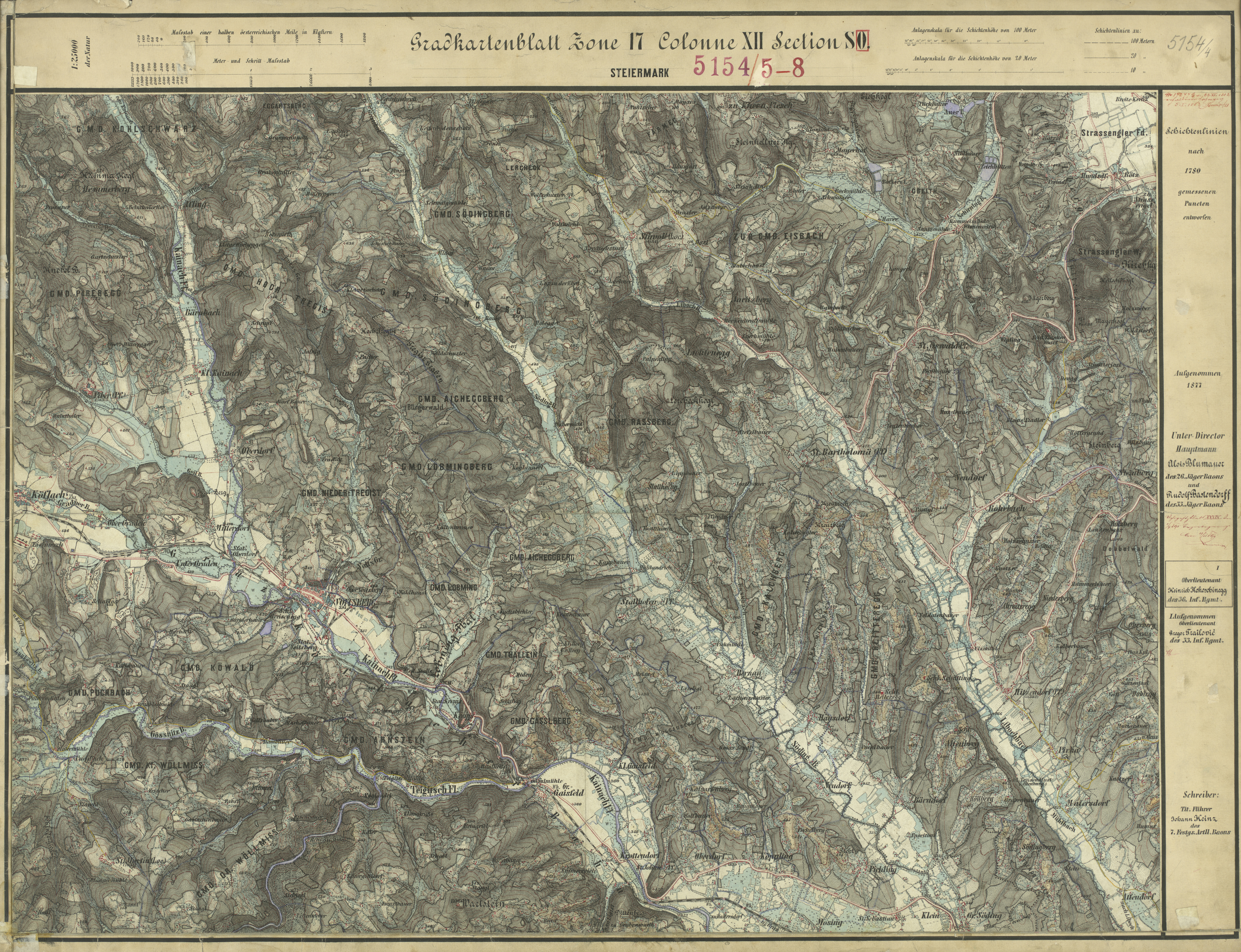
Nordosten: Voitsberg und der Mittellauf der Kainach
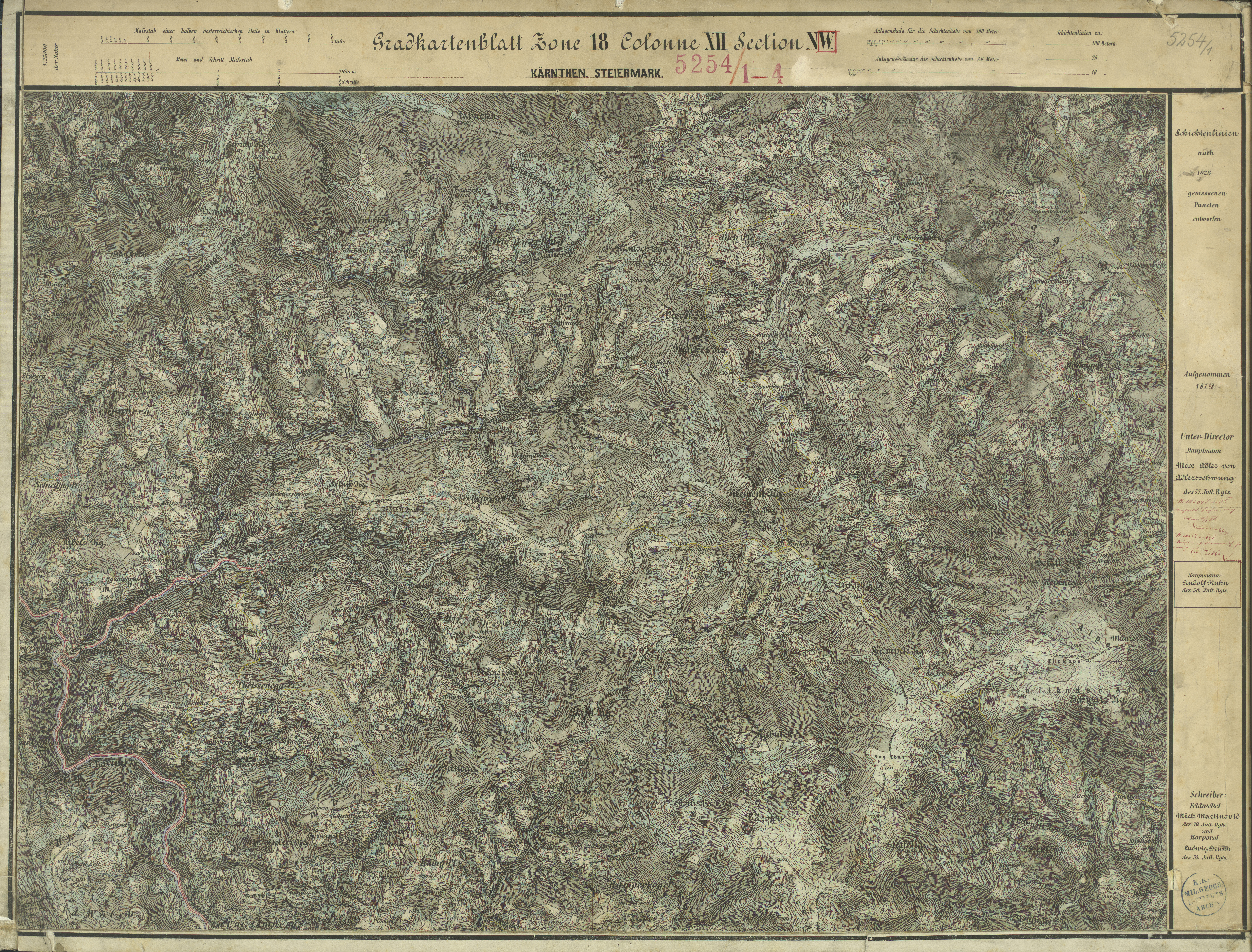
Westen: Pack und Hebalm, Packer Straße
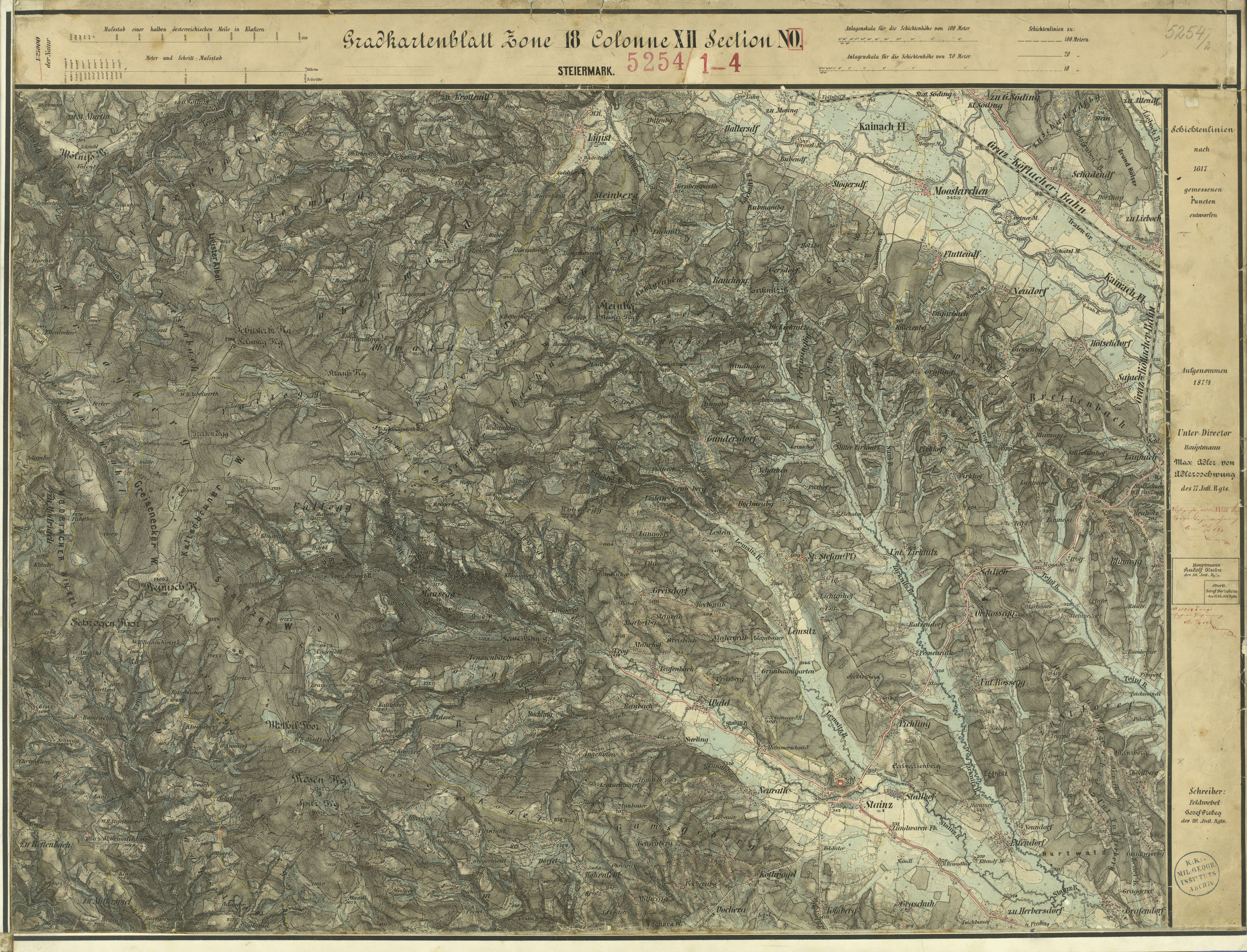
Südosten: Stainz, Rosenkogel, Reinischkogel